# Parmotrema machupicchuense
Parmotrema machupicchuense är en lavart som beskrevs av Kurok. Parmotrema machupicchuense ingår i släktet Parmotrema och familjen Parmeliaceae.   Inga underarter finns listade i Catalogue of Life.